# الکساندر واکه
الکساندر واکه (انگلیسی: Alexander Walke؛ زادهٔ ۶ ژوئن ۱۹۸۳) بازیکن فوتبال اهل آلمان است.
از باشگاه‌هایی که در آن بازی کرده‌است می‌توان به باشگاه ورزشی وردر برمن، باشگاه فوتبال وهن ویسبادن، باشگاه فوتبال هانزا روستوک، باشگاه فوتبال گروتر فورث، باشگاه فوتبال ردبول زالتسبورگ، و باشگاه فوتبال فرایبورگ اشاره کرد.
وی همچنین در تیم‌های ملی فوتبال زیر ۲۰ سال آلمان و آلمان بازی کرده‌است.